# Під'яблонський Михайло Іванович
Михайло Іванович Під'яблонський (нар. 23 липня 1953, тепер Донецька область) — український діяч, заступник голови профкому Маріупольського металургійного комбінату імені Ілліча Донецької області. Народний депутат України 1-го скликання.

## Біографія
Народився у родині робітників.
Закінчив Ждановський (Маріупольський) металургійний інститут, інженер-електрик.
На 1990 рік — заступник голови профкому Маріупольського металургійного комбінату імені Ілліча Донецької області.
18.03.1990 року обраний народним депутатом України, 2-й тур, 58,64 % голосів, 4 претендентів. Член Комісії ВР України у закордонних справах.
Потім — голова профспілкового комітету Профспілки металургів та гірників України Публічного акціонерного товариства «Маріупольський металургійний комбінат імені Ілліча» Донецької області.
Член Партії регіонів.
З 2010 по 2013 роки — голова наглядової ради Приватного акціонерного товариства «Ілліч-Сталь» міста Маріуполя Донецької області.